# Shannon Smith
Shannon Smith   (Vancouver, 28 de setembre de 1961) és una nedadora canadenca, ja retirada, especialista en estil lliure, que va competir durant la dècada de 1970.
El 1976 va prendre part en els Jocs Olímpics d'Estiu de Montreal, on va disputar dues proves del programa de natació. En els 400 metres lliures, guanyà la medalla de bronze, mentre en els 800 metres lliures fou sisena.
En el seu palmarès també destaca una medalla de bronze en el Campionat del Món de natació de 1975. Es retirà poc abans dels Jocs de la Commonwealth de 1978. Durant la seva carrera va establir diversos rècords nacionals.
El 1985 va ser inclosa al Saló de la Fama de l'Esport de la Colúmbia Britànica i el 2000 en el Saló de la Fama de la natació de la Colúmbia Britànica.